# Deena Metzger

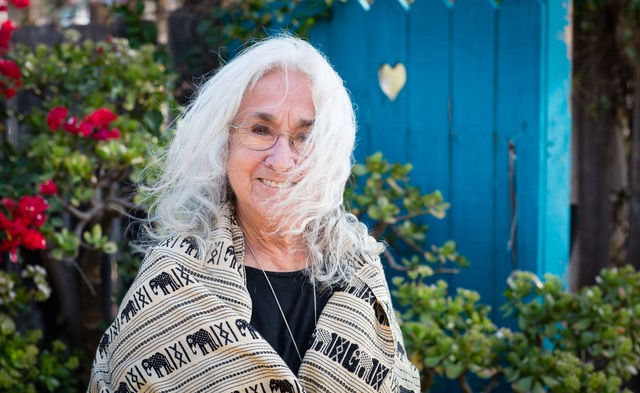
Deena Metzger

Deena Metzger (* 17. September 1936 in Brighton Beach, Kalifornien) ist eine US-amerikanische Schriftstellerin. Sie schreibt Romane, Lyrik, Sachbücher und Theaterstücke.
Sie ist insbesondere für ihren Roman La Negra y Blanca bekannt.

## Leben

### Kindheit, Jugend und Studienzeit
Metzger wuchs als Tochter von Bella und Arnold Posy in einem jiddischen Kulturkreis auf; so war ihr Vater ein jiddischer Schriftsteller. Sie studierte von 1953 bis 1955 an der Brandeis University in Waltham, Massachusetts und von 1955 bis 1957 am Brooklyn College in New York. Gemeinsam mit ihrer Kommilitonin Shela Pearl war sie Herausgeberin von Landscapes, einer Literaturzeitschrift des Brooklyn College. Noch vor ihrem Masterabschluss veröffentlichte die Zeitschrift Arizona Quarterly ihren Essay "Hart Crane's Bridge: The Myth Active". Der darin angelegte Mythos des Quetzalcoatls wurde zu einer Konstante in ihrem Schreiben und manifestiert sich auch in ihrem fast fünfzig Jahre später erschienenen Roman La Negra y Blanca (2011).

### Arbeit als Lehrerin und Schriftstellerin
1969 unterrichtete Metzger eine Englischklasse am Los Angeles Valley College und wurde wegen "unmoralischem Verhalten" und "offensichtlicher Untauglichkeit zum Unterrichten" entlassen, als sie in einer Unterrichtsstunde im Zusammenhang mit den Themen Zensur, Pornografie und Obszonitäten – die Teil des offiziellen Lehrbuches waren – über das von ihr verfasste Gedicht Jehovas Kind und eine Werbebroschüre mit dem Titel You Can Become a Sexual Superman sprach. Beide enthielten sexuelle Inhalte und/oder Verweise auf männliche und weibliche Geschlechtsorgane. Sie brachte den Fall vor Gericht und wurde 1972 wieder eingestellt.
Von 1970 bis 1975 unterrichtete Metzger Critical Studies am California Institute of the Arts und initiierte den ersten Kurs für Journal Writing. An der dortigen Universität lernte sie die feministische Grafikdesignerin Sheila Levrant de Bretteville kennen. 1973 schloss sie sich mit ihr und dem Woman’s Building (Los Angeles) zusammen. Dort gründete und leitete Metzger ein Schreibprogramm und die Woman's Writing Series (1973–1977). 1975 organisierte sie mit anderen Schriftstellerinnen die Konferenz Woman's Words, die sich der Frauenliteratur widmete.

### Arbeit als Heilerin
Nachdem Metzger an Brustkrebs erkrankte und eine Mastektomie durchführen ließ, schlug sie eine Entwicklung als Heilerin und Medizinerin ein, was sie zur Arbeit als Beraterin und später als spirituelle Beraterin führte. Sie legte ihre Lehrtätigkeiten ab und begann, das Schreiben privat zu unterrichten. 1999 rief sie Daré ins Leben, eine monatliche Zusammenkunft zur gemeinschaftlichen und individuellen Heilung. Seit 2004 leitet sie zudem ReVisioning Medicine, eine medizinische Allianz, die weder Mensch noch Erde schaden soll und das Ziel hat, westlichen Mediziner und indigene Heiler zu einem gemeinsamen Dialog zusammenzuführen, um das Verständnis und die Praxis der Medizin neu zu gestalten.

## Tree Poster
Metzger ist für Hella Hammids Fotografie aus dem Jahr 1977 bekannt, das als "The Warrior"- oder "Tree Poster" bezeichnet wird. Es zeigt Metzger nach ihrer Mastektomie in einer feierlichen Pose stehend. Das Poster enthält folgenden Text:

„I am no longer afraid of mirrors where I see the sign of the Amazon, the one who shoots arrows. There was a fine line across my chest where a knife entered, but now a branch winds about the scar and travels from arm to heart. Green leaves cover the branch, grapes hang there and a bird appears. What grows in me now is vital and does not cause me harm. I think the bird is singing. I have relinquished some of the scars. I have designed my chest with care given to an illuminated manuscript. I am no longer ashamed to make love. Love is a battle I can win. I have a body of a warrior who does not kill or wound. On the book of my body, I have permanently inscribed a tree.“

## Werke

### Publikationen
- The Burden of Light. Hand to Hand, 2019, ISBN 978-0-9983443-2-4.
- A Rain of Night Birds. Hand to Hand, 2017, ISBN 978-0-9983443-0-0.
- La Negra y Blanca. Hand to Hand, 2011, ISBN 978-0-9720718-4-0.
- Feral. Hand to Hand, 2011, ISBN 978-0-9720718-5-7.
- Ruin and Beauty: New and Selected Poems. Red Hen Press, 2009, ISBN 978-1-59709-425-2.
- From Grief Into Vision: A Council. Hand to Hand, 2007, ISBN 978-0-9720718-0-2.
- Doors: A Fiction for Jazz Horn. Red Hen Press, 2004, ISBN 1-888996-99-4.
- Entering the Ghost River: Meditations on the Theory and Practice of Healing. Hand to Hand, 2002, ISBN 0-9720718-2-2.
- The Other Hand. Red Hen Press, 2000, ISBN 1-888996-24-2.
- mit Linda Hogan und Brenda Peterson: Intimate Nature: The Bond Between Women and Animals, Random House Publishing, 1999, ISBN 0-449-00300-0.
- A Sabbath Among the Ruins. Parallax Press, Berkeley 1992, ISBN 0-938077-53-8.
- Tree: Essays and Pieces. North Atlantic Books, 1997, ISBN 1-55643-245-3.
- Writing for Your Life. HarperOne, San Francisco 1992, ISBN 0-06-250612-9.
- What Dinah Thought. Viking, 1989, ISBN 0-670-82750-9.
- Looking for the Faces of God. Parallax Press, Berkeley 1989, ISBN 0-938077-23-6.
- The Axis Mundi Poems. Jazz Press, Santa Cruz 1981, ISBN 0-937310-09-3.
- Dark Milk. Momentum Press, Los Angeles 1978.
- Skin Shadows/Silence. West Coast Poetry Review, 1976.

### Theaterstücke
- Dreams Against the State, UA: 1981, Regie: Steven Kent
- The Book of Hags, Regie: Everett Frost
- Not As Sleepwalkers, Regie: Jeremy Blahnik

## Auszeichnungen
Metzger wurde 2012 mit dem Oakland Pen Award für Literatur für ihren Roman La Negra y Blanca ausgezeichnet.